# Mord

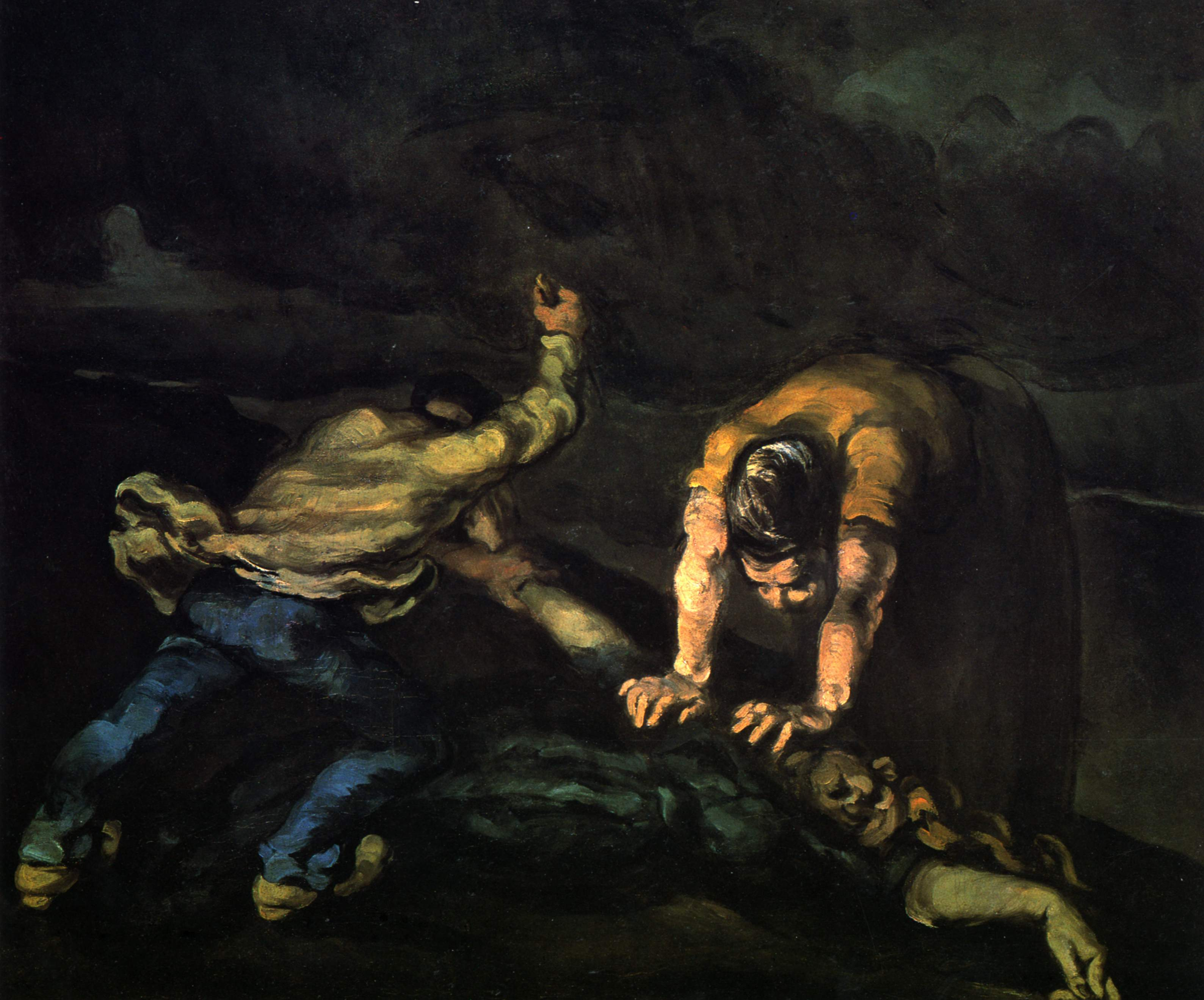
Mordet, av Paul Cézanne.

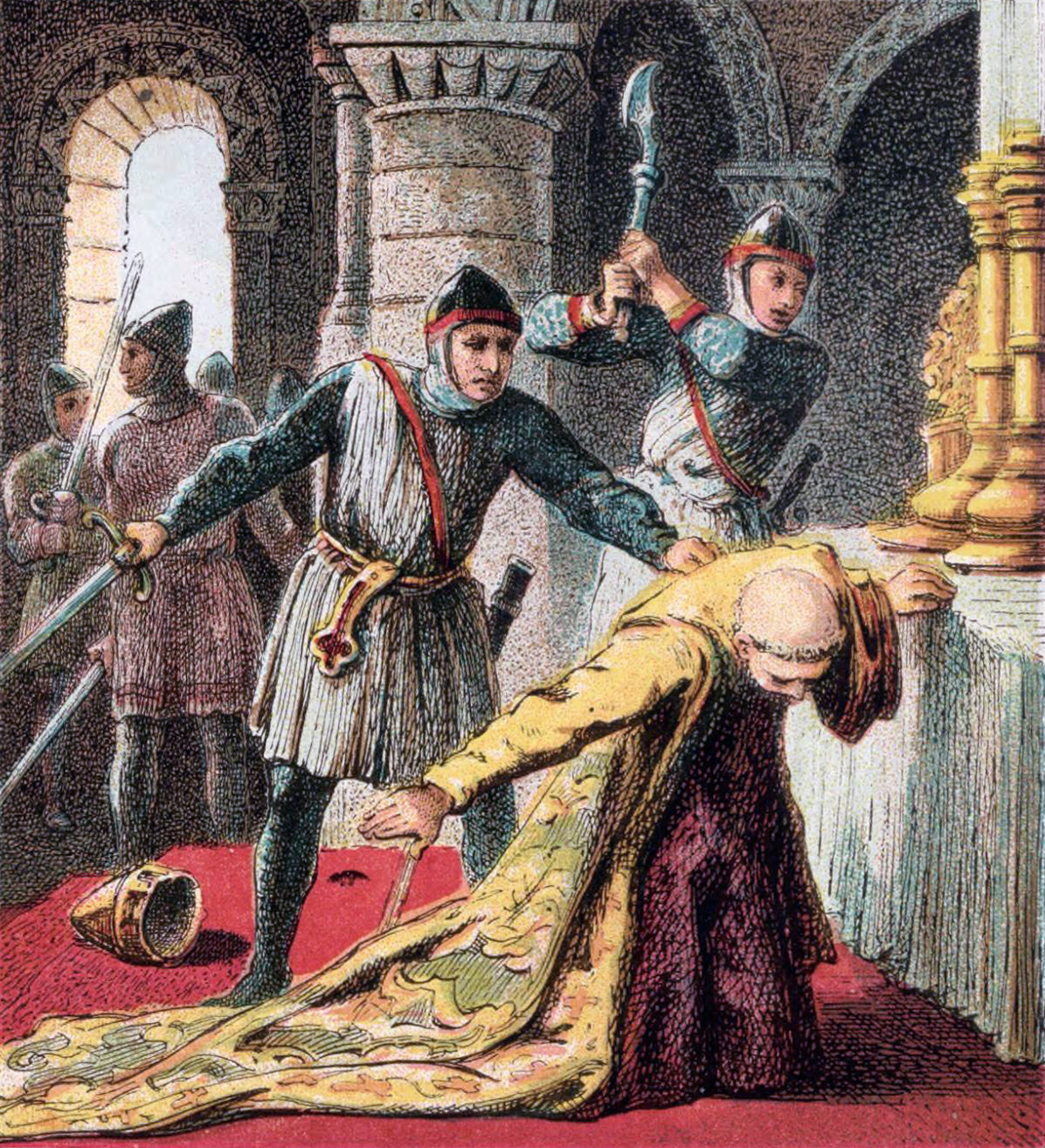
Mordet på Thomas Becket, målning av Joseph Martin Kronheim.

Mord (latin: homicidium) är ett uppsåtligt och otillåtet dödande av en annan människa, med definition i olika staters lagar. Mord särskiljs oftast från andra typer av dödande, såsom former där uppsåt inte existerar. Alla rättsväsen, antika som moderna, ser mord som ett mycket allvarligt brott. En människa som mördat kallas mördare.

## Internationellt perspektiv
Att avsiktligt (eller uppsåtligt) döda en person är kriminaliserat i alla rättsordningar.[källa behövs] Däremot finns det i alla eller nästan alla länder undantag, tillfällen då det är tillåtet eller inte straffbart att avsiktligt (eller uppsåtligt) döda en person. Som exempel kan nämnas dödsstraff  eller nödvärn.
Om landet är i krig är det inte förbjudet att avsiktligt döda stridande personer som kan antas tillhöra eller hjälpa en fientlig armé, denna regel gäller över hela världen.[källa behövs] Att döda civilbefolkningen på motståndarsidan är dock förbjudet även i krig, enligt internationella rättsregler. Vad som är ett avsiktligt dödande av civilbefolkningen eller dödande av gerillamedhjälpare eller oavsiktligt dödande av civila råder det med nödvändighet mycket olika åsikter om (se proportionalitetsprincipen och stadsmord). En hel del regimer utför politiska mord även i fredstid.

## Finland
Enligt finländsk rätt regleras mord (finska: murha) i 21:a kapitlets 2:a paragraf i strafflagen och det är den grova formen av dråp. Brottet anses vara ett mord, om ett dråp begås
1. med berått mod,
2. på ett synnerligen rått eller grymt sätt,
3. så att allvarlig allmän fara förorsakas eller
4. genom att en tjänsteman dödas, medan denne på tjänstens vägnar upprätthåller ordning och säkerhet, eller på grund av tjänsteåtgärd.

Ytterligare skall brottet vara grovt även bedömt som en helhet. För mord skall en myndig person dömas till fängelse på livstid. Den som begår mord i en ålder under 18 år skall dömas till fängelse för minst två och högst tolv år. Försök är straffbart. Enligt 8:a kapitlets 1:a paragraf i strafflagen preskriberas mord inte.

## Sverige
Av 3 kap. 1 § brottsbalken (1962:700) framgår att den som berövar annan livet döms för mord.

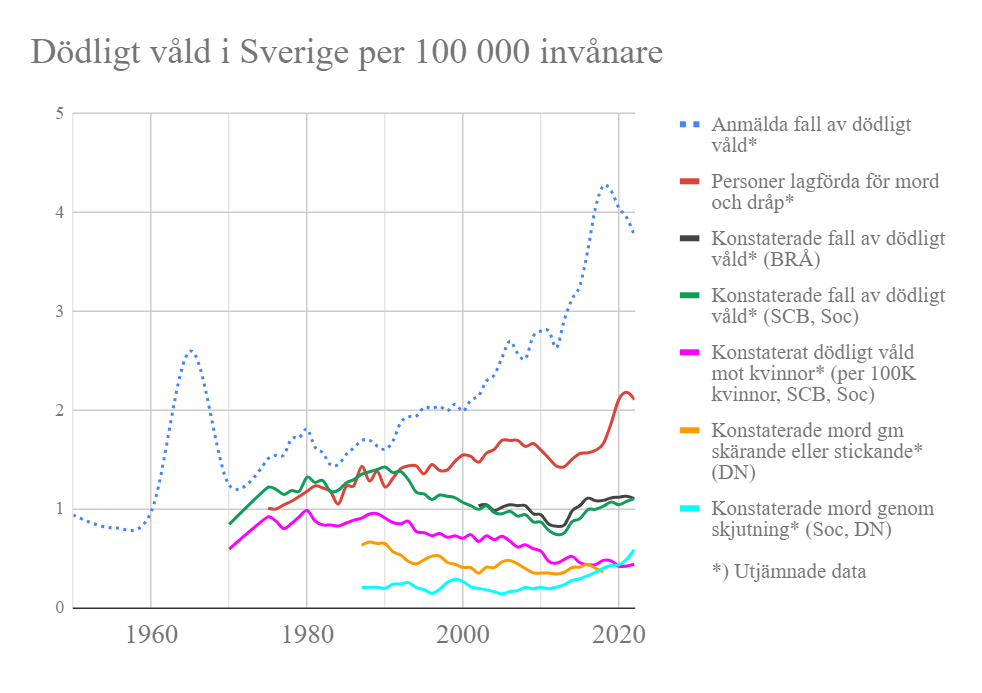
Mord och dråp i Sverige per 100 000 invånare över tid. Datakällor: BRÅ, SCB, Socialstyrelsens dödsorsaksregister via DN.
-) Utjämnat genom löpande medelvärden över tre år.

Enligt 1864 års strafflag gjordes en åtskillnad mellan att döda någon med berått mod och av hastigt mod. I det förstnämnda fallet dömdes vanligen för mord, medan dödande i hastigt mod vanligen betecknades som dråp. Att gärningen förövades med berått mod ansågs betyda att gärningen var överlagd eller att gärningsmannen haft tid till sådan överläggning. Enligt brottsbalken, som ersatte strafflagen och trädde i kraft 1965, graderas brottet i stället med hänsyn till samtliga omständigheter. Mord anses därvid vara ”normalfallet” av att beröva en annan människa livet, medan den mindre grova graden betecknas som dråp. Vid speciella omständigheter (främst förlossningspsykos) kan en kvinnas uppsåtliga dödande av sitt nyfödda barn anses mindre grovt och rubriceras som barnadråp.
Det har ingen betydelse för bedömningen av om det är ett mord eller inte som begåtts på vilket sätt offret dödats, att exempelvis skrämma ihjäl någon kan lika gärna vara mord som att hugga ihjäl någon med yxa. Gärningsmannen behöver inte heller ha avsikt att döda, det räcker med ett indirekt uppsåt eller ett så kallat likgiltighetsuppsåt. Det innebär att det räcker att gärningsmannen insåg att handlingen skulle kunna innebära att offret dog och var likgiltig inför detta. Om avsikten i ett sådant fall är att grovt misshandla någon men det uppsåtliga våldet blir så grovt att offret avlider klassas brottet alltså som mord, eller i vissa fall dråp, inte grov misshandel. Om gärningsmannen inte kan anses haft uppsåt att döda offret men varit oaktsam blir brottsrubriceringen istället vållande till annans död.
Dubbelmord och trippelmord är beteckningar för när flera människor mördas på samma plats och tid.

### Påföljd
Straffet för mord är i Sverige fängelse på viss tid, lägst tio år och högst arton år, eller på livstid.
Enligt brottsbalken gällde ursprungligen att straffet för mord var antingen fängelse i tio år eller på livstid. Sedan en lagändring 2009 gäller att straffet bestämmas till fängelse på viss tid, lägst tio och högst arton år, eller på livstid. Syftet med lagändringen var att skapa utrymme för en mer nyanserad straffmätning för mord och en höjd straffnivå för det tidsbestämda straffet för detta brott, eftersom livstidsstraffen blivit avsevärt mycket längre sedan den tidigare straffskalan på tio år eller livstid infördes. Högsta domstolen har i flera avgöranden prövat frågan om påföljd för mord. Domstolens praxis har utvecklats i den riktningen att livstidsstraffet bör förbehållas de allvarligaste fallen av mord. Till de allvarligare fallen hör bland annat mord som utförts med stor brutalitet, framkallar svår dödsångest, mord som innefattar moment som gör att det framstår som särskilt grovt eller där det annars föreligger försvårande omständigheter.
Högsta domstolen uttalade i rättsfallet ”Bajonettmordet” (NJA 2013 s. 376) att straffet för mord som utgångspunkt skulle vara fjorton års fängelse. När omständigheterna i någon mån talade för ett lägre straff skulle påföljden normalt vara tolv års fängelse och när det kunde sägas att omständigheterna var förmildrande skulle straffet sättas till tio års fängelse. Ifall omständigheterna sammantagna talade för ett högre straff kunde påföljden bestämmas till sexton års fängelse. Om omständigheterna var mycket försvårande kunde dömas till arton års fängelse. I de undantagsfall då arton års fängelse inte var tillräckligt kunde livstids fängelse tillämpas.
År 2014 genomfördes en lagändring med syftet att livstids fängelse skulle dömas ut i ”betydligt större” utsträckning. Den nya lagstiftningen prövades i fallet ”Mordstraffskalan” (NJA 2016 s. 3) av Högsta domstolen, som fann att den ordalydelse som lagrummet i 3 kap. 1 § brottsbalken fått 2014 inte hade inneburit någon förändring av det rättsläge som gällt med 2009 års lagstiftning. Riksdagen beslutade 2019 om en ny lagändring i syfte att livstids fängelse skulle dömas ut för mord i större utsträckning. Den nya lagstiftningen trädde i kraft den 1 januari 2020. I rättsfallet ”Mordet med kökskniven” (NJA 2021 s. 32) uttalade Högsta domstolen att efter lagändringen 2020 får utgångspunkten för straffvärdet vid mord anses vara fängelse i sexton år. I "Mordet med kökskniven" (NJA 2021 s. 377) bestämde Högsta domstolen, med hänsyn till billighetsskälen enligt 29 kap. 5 § brottsbalken, påföljden till tretton års fängelse och i "Mordet med hanteln" NJA 2021 s. 583 fastställdes påföljden till livstids fängelse för ett mord på närstående.
Är gärningsmannen under 18 år får rätten döma till fängelse endast om det finns synnerliga skäl. Är gärningsmannen mellan 18 och 21 år får rätten döma till fängelse endast om det med hänsyn till gärningens straffvärde eller annars finns särskilda skäl för det. Tidigare gällde att ett mord som någon har begått innan han eller hon fyllt 21 år inte kunde ge ett svårare straff än fängelse i 14 år. I ett fall från 2008 där Svea hovrätt bedömt brottet så allvarligt att om gärningsmannen varit över 21 år hade han fått livstid har domstolen dömt en 19-åring till fängelse nio år..
Efter att ungdomsrabatten borttagits för mord begagna 2022 och framåt blev en 18-åring som dödade två lärare på Latinskolan i Malmö den förste att dömas till livstid.

### Självmord, dödshjälp
Självmord är enligt lagen inget brott i Sverige, eftersom mord innebär att det är en annan person som dödas, inte den egna personen. Att hjälpa någon att begå självmord, genom passiv dödshjälp eller läkarassisterat självmord är inte heller kriminaliserat. Däremot är det mord, alternativt dråp, om en person genom aktiv dödshjälp hjälper någon ta livet av sig, till exempel genom att injicera medicin, "barmhärtighetsskott", eller att hjälpa någon att dricka gift.
Passiv dödshjälp praktiseras inom svensk sjukvård. Om den övergår i läkarassisterat självmord, genom att patienten tar medicinen själv men läkaren skriver ut medicinen, riskerar läkaren alltså inte åtal för mord men kan bli av med läkarlegitimationen. Om en person utan förskrivningsrätt, till exempel anhörig till patienten, överlåter receptbelagd medicin till någon annan, kan denna, oavsett vad personen gör med medicinen, straffas för detta eftersom överlåtelse av receptbelagd medicin bara får skötas av vissa yrkesgrupper.

### Statistik
I Sverige inträffar genomsnittligt ungefär 100 fall av konstaterat dödligt våld per år (mord, dråp och misshandel med dödlig utgång). Frekvensen per kapita har varit ungefär konstant åtminstone sedan 1970-talet, men sjönk långsamt fram till 2012 då den började att långsamt öka. Under perioden 2002–2006 rubricerades 64 procent av dessa som mord. Andelen fall rubricerade som mord har ökat över tid; perioden 1990–1995 var den 44 procent.
I 70 procent av fallen av dödligt våld är gärningsmannen en familjemedlem eller en bekant till offret.
Det vanligaste vapnet var kniv till och med 2017. Knivmorden har successivt minskat, men istället har dödsfall till följd av skjutningar i kriminella miljöer ökat snabbt på senare år. Sprängattentat i Sverige har också ökat snabbt under 2000-talet, men har gett upphov till relativt få dödsfall.
Sverige, Norge och Danmark hade liknande frekvens av dödligt våld per kapita fram till omkring 2013, och Finland ungefär tre gånger så hög. Finsk frekvens har sjunkit och svensk ökat, och mötte varandra år 2017. Enligt en jämförelse av norska Kripos och BRÅ:s statistik gjord år 2017 av Aftenposten har Sverige totalt sett haft en dubbelt så högt mordfrekvens som grannlandet Norge. Parallellt med en ökning av skjutvapenvåld och handgrantatsdetonationer minskar andelen uppklarade brott i dessa kategorier.
Anmälningsfrekvensen har dock ökat allt snabbare sedan 1980-talet. Antalet anmälda mordförsök per år tredubblades från 1970-talet till 2000-talet, men enligt länskriminalpolisen i Stockholm resulterade ökningen inte i en motsvarande ökning av antalet mord eftersom sjukvården förbättrats under samma period. Skillnaden beror enligt BRÅ på att flera av de polisanmälda fallen initialt var “felregistrerade” och efter utredning har visat sig vara vållande till annans död, självmord, överdos, olyckor, naturlig död eller ofullbordade försök till mord. BRÅ förklarar den snabbt ökande skillnaden med att polisens registrering datoriserades 1991–1995 och de manuella kontrollerna därmed har blivit färre. till bland de högsta nivåerna i EU.
Mord där ingen misstänkt finns ännu efter en eller två dagar kallar svensk polis för spaningsmord.

### Historiska mordfall i Stockholm

Mordfall i Stockholm mellan år 1400 och år 2000. Antal mord per 100 000 invånare. Sedan 1750-talet på ungefär samma nivå.

Mord och avrättningar i Stockholm finns dokumenterade tillbaka till 1280-talet, då lät Magnus Ladulås halshugga tre riksråd ur Bjälboätten. De hade anklagats för flera “förrädiska stämplingar mot tronen”. Därefter ger Stockholms stads tänkeböcker en bra inblick i stadens mord och dråp för perioden mellan 1400-talets mitt och 1600-talets mitt. Räknat per 100 000 invånare var våld med dödlig utgång bland stockholmare högst under medeltiden, för att sedan mer än halveras fram till sekelskiftet 1700. Det vanligaste var bråk som uppstod mellan två män och oftast var alkoholhaltiga drycker inblandade.
Under Gustav III mildrades dödsstraffen respektive avskaffades helt för vissa brott. Den sista hängningen på galgen i Hammarbyhöjden ägde rum 1818 och den sista offentliga avrättningen på avrättningsplatsen (som låg på nedanför galgen) företogs 1862. Sveriges och Stockholms sista avrättning ägde rum den 23 november 1910, då rånmördaren Alfred Ander halshöggs i en giljotin.
Stockholm har upplevt en lång rad politiska mord, där det största är Stockholms blodbad som ägde rum mellan den 7 november och 9 november 1520. I regel ville makthavarna bli av med en eller flera obekväma konkurrenter eller bestraffa en kritiker. 1900-talet och 2000-talets början överskuggas även av två uppmärksammade mord på politiker: Olof Palme (1986) och Anna Lindh (2003) samt tre terroristdåd med dödlig utgång: Ockupationen av Tysklands ambassad 1975, Terrorattacken på Drottninggatan 2017 och bombdåden i Stockholm 2010.
Betraktar man hela den långa perioden från 1750 till 2009 är det mest iögonfallande att mord och dråp – relaterat till folkmängden i Stockholm – inte har ökat under de gångna 250 åren.

## USA
Då mord i USA vanligtvis inte är ett federalt brott, utan normalt ligger under delstaternas jurisdiktion skiljer sig lagstiftningen åt beroende på var brottet inträffar. Normalt anges mord i olika grader från mord av första graden till mord av tredje graden (vissa delstater). Vad som avgör vilken typ av mord det är kan bero antingen på planläggningen eller på vilket sätt mordet utförs. Det finns två olika scheman för att bedöma allvaret i mordet.
- Schema 1 - Används av de flesta delstater i USA; till exempel Pennsylvania och Kalifornien

1. Mord av första graden (first degree murder): Den första graden är den mest brutala och allvarliga formen av mord. Det är ett överlagt mord och även mord som utförs i samband med andra brott, till exempel våldtäkt, mordbrand eller utförs av en person som sitter i fängelse på livstid.
2. Mord av andra graden (second degree murder): ej överlagt mord, översätts ofta till dråp på svenska
3. Mord av tredje graden (third degree murder): alla andra mord, ungefär motsvarande vållande till annans död

- Schema 2 - Används av ett fåtal delstater som till exempel delstaten New York.

1. Mord av första graden (first degree murder) är mord under vissa omständigheter, till exempel mord på en polis, domare eller vittne. Även att offret torterats.
2. Mord av andra graden (second degree murder), överlagt mord eller medhjälp till mord som inte har speciella omständigheter.

Det är svårt att göra en översättning av de engelska orden murder och manslaughter till mord respektive dråp på svenska eftersom innebörden kan vara olika beroende på delstat. Manslaughter, då mer precist involuntary manslaughter eller vehicular manslaughter, kan också översättas till vållande till annans död, om uppsåt saknas. Vidare är mord, på svenska, numera befriat från den tidigare distinktionen i hastigt och berått mod (ett mord kan begås mycket hastigt, t.ex. under ett rån, och ett dråp kan ha föregåtts av lång planering, som vid dödshjälp eller föregående hustrumisshandel). Gemensamt är dock att murder utgör ett uppsåtligt dödande (eller alternativt täcks av felony murder-regeln) medan manslaughter är antingen ett hastigt, delvis försvarbart eller icke uppsåtligt dödande. Denna skillnad utgjorde länge skillnaden mellan om ex dödsstraff kunde utdömas, vilket dock tidigare också var fallet med manslaughter, medan mord i USA idag vidare sönderdelas mellan capital murder, som kan generera dödsstraff i de stater där det är en möjlighet, och övriga former som bestraffas med fängelse (så även i Storbritannien mellan 1957 och 1965).